# Книнская операция
Книнская операция (сербохорв. Книнска операција / Kninska operacija) — операция Народно-освободительной армии Югославии в Северной Далмации, длившаяся с 13 сентября по 5 декабря 1944 (основная фаза наступления шла с 25 ноября по 5 декабря). В результате операции, проведённой силами 8-го Далматинского корпуса НОАЮ, была освобождена почти вся Северная Далмация с главным городом Книн, а объединённые силы немцев, усташей и четников были наголову разбиты.

## Положение на фронте перед операцией
В ночь с 9 на 10 октября 1944 во время Белградской операции инженерно-сапёрные части 93-й стрелковой дивизии советских войск под командованием полковника С. В. Салычева захватили мост через реку Велика-Морава и разминировали его, открыв дорогу на город Велика-Плана. Через два дня 4-й гвардейский механизированный корпус генерал-лейтенанта В. И. Жданова переправился через Мораву, его танковые части соединились с 1-м пролетарским армейским корпусом НОАЮ Пеко Дапчевича и выбили неприятеля из города Топала.
Когда известия о появлении советских войск на территории Югославии достигли Верховного командования вермахта, немецкие генералы осознали, что не продержатся долго в Сербии. Командование приняло решение о создании новой главной линии фронта на Балканах, которая ограничивалась реками Дунай (вдоль Срема до Савы) и Дрина (по линии Гацко — Ливно — Книн — Зрмане) и называлась «Зелёной линией». На оборону Далмации вермахтом были направлены следующие подразделения: 118-я егерская дивизия, 264-я пехотная дивизия, 92-я моторизованная бригада и 1-й полк «Бранденбург»: им предстояло в составе 2-й танковой армии сдерживать натиск 3-го Украинского фронта. На линии от Гацко до Зрмане располагались три хорватские дивизии вермахта: 369-я, 373-я и 392-я.
8-й Далматинский корпус, воодушевлённый прибытием советских войск, освободив Шибеник и Дрниш, принял решение направить свои силы в сторону Книна. При попытке овладеть городом сходу югославы понесли большие потери, что заставило их потратить время на подготовку к новой атаке. Поскольку немцев и их сателлитов выбили из Далмации в предыдущие месяцы, командование НОАЮ рассчитывало, что немцы оставят Книн ввиду безнадёжности ситуации, но кровопролитные бои и данные разведки говорили об обратном.
Оборону Книна держал 15-й горный корпус, которому был дан приказ не оставлять город во что бы то ни стало. Немцы стремились не только не подпустить югославов к Лике и Боснии, но и удержать правый фланг и тем самым сохранить свои силы, им пришлось также отступать из Греции и Албании под натиском партизан. Проблем немцам добавляло то, что, несмотря на неудачную попытку взять Книн, 8-й корпус в сентябре разбил 118-ю дивизию при Браче и 369-ю дивизию при Пелешаце. Особенные потери понесла 369-я дивизия вермахта от 26-й Далматинской дивизии 22 октября в Вуковом-кланце близ Метковича, а 3 ноября на пути через Дрниш был разбит 893-й полк 264-й пехотной дивизии. В такой ситуации командование юго-восточной группировки вермахта вынуждено было отправить всю 264-ю дивизию исключительно на оборону Книна. Город стал самой мощной крепостью на линии фронта.

## Силы сторон

### НОАЮ
Основную часть операции выполнял 8-й Далматинский корпус НОАЮ, который насчитывал порядка 35 тысяч человек. Войсками командовал генерал Петар Драпшин. Для операции были выделены следующие силы:
- 9-я Далматинская дивизия
- 19-я северодалматинская дивизия
- 20-я Далматинская дивизия
- 26-я Далматинская дивизия
- Артиллерийская бригада 8-го корпуса
- Северная группа 1-й танковой бригады
- 14-я далматинская бригада

Дополнительно у югославской армии было прикрытие с воздуха: помощь оказывали 1-я и 2-я истребительные эскадрильи, образованные при помощи британских специалистов из Балканских ВВС. Базировались они в Южной Италии и на острове Вис. Поставку оружия и припасов армии осуществлял военно-морской флот Югославии в Далмацию из Италии.

### Третий Рейх и союзники
Перед началом операции в Книне и его окрестностях штаб 15-го горного корпуса под командованием генерала Густава Фена насчитывал следующие подразделения численностью 14 тысяч человек:
- 264-я пехотная дивизия
- 383-й усиленный полк 373-й хорватской пехотной дивизии
- части 944-го артиллерийского полка
- части 29-го сапёрного крепостного полка
- 581-й батальон морской пехоты
- 583-й батальон морской пехоты

В помощь вермахту были отправлены следующие подразделения армии Независимого Государства Хорватии численностью 1500 человек, отправленных в Бихач 14 ноября 1944:
- части 6-й и 7-й усташских бригад
- 2-й батальон 3-й бригады обороны домобранства

Свою помощь оказывали и четники, отправив в помощь вермахту силы численностью 4500 человек:
- Динарская дивизия

Всего в Книне было 20 тысяч человек, что означало, что на первом и втором этапе операции гарнизон понёс потери в размере 7500 человек. Для охраны коммуникаций в Лике был отряжён 847-й полк 392-й хорватской пехотной дивизии.

## Ход операции

### Предварительные атаки
Генерал Густав Фен приказал защищать Книн до последнего человека и запретил сдавать город, заявив в приказе об обороне следующее:

Каждый офицер, назначенный командиром, обязан расстреливать любого своего подчинённого, который оставит свою позицию. Офицер, который откажется выполнять такой приказ, будет сам расстрелян.
Что касается подразделений, которые оставят свою позицию без сопротивления и выстрелов или не будут удерживать её до последнего человека, — из их личного состава дивизия обязана будет казнить каждого десятого. Объясните, что подобные меры должны предприниматься без каких-либо помилований, задержек и исключений.

Генерал Фен предложил воеводе Джуичу присоединиться к обороне города. Тот в ответ отправил письмо через своего представителя, майора Новака Мийовича:

Четницкое командование и его вооружённые силы с сентября месяца прошлого года работают и сотрудничают с немецкой армией в этих местах с искренностью и преданностью. Нас объединили наши общие интересы, и это сотрудничество продолжается и по сей день. Когда месяц тому назад началось большое партизанское наступление на Книн и когда четники потеряли огромные территории, то стало понятно, что их дальнейшая борьба здесь бессмысленна, и вам придётся однажды оставить эту землю. Таковы слова представителя командования майора Мийовича, точно переданные Командиру Немецкого Корпуса в Книне. Со своей стороны господин генерал, командир Корпуса выразил желание, чтобы я не покидал его и чтобы мы разделили в конце концов общую судьбу. С нашей стороны по принципу солидарности и братства по оружию и под ещё одним условием мы единогласно пришли к следующему выводу: чтобы в результате нашей работы наше дело успешно завершилось, оно должно быть основано на взаимном полном доверии и понимании, как и на взаимопомощи по боеприпасам, оружию, одежде и продовольствию. Мы остановились на том, что только вместе сможем найти выход из ситуации. На основании этого всё командование четников приняло решение — хотя это и не в их интересах, но четники останутся и будут дальше сражаться вместе с немецким войском, покуда раненые, больные и гражданские немцы эвакуируются и сами помогут нам эвакуироваться... Командование четников желает и дальше делить судьбу с немецкой армией. Но пока не будет возможности с немецкой стороны обеспечить настоящей и эффективной помощью четников, командование постарается собрать свои силы и занять стратегически важные положения, чтобы скомпенсировать нехватку продовольствия и отсутствие боеприпасов. Командование просит центральную базу снабжать наши войска до дальнейшего взаимного соглашения или до окончательного краха.
Оригинальный текст (серб.)Четничка команда са свим својим оружаним снагама од месеца септембра прошле године ради и сарађује са Немачком војском у овим крајевима искрено и лојално. Ово су нам налагали наши заједнички интереси... Ова се сарадња продужила све до данас. Када је пре скоро месец дана отпочела велика партизанска офанзива на Книн и када су четници изгубили један већи део територије четници су увидели да је више овде њихова борба узалудна јер да ће ипак морати једног дана напустити ову територију. То је од стране представника ове команде мајора Мијовића тачно речено Команданту Немачког Корпуса у Книну. Са стране господина генерала команданта Корпуса је изражена жеља да не треба да се растављамо него да до краја заједнички поделимо судбину па шта нам буде. Са наше стране по принципу солидарности и братства по оружју је то прихваћено под једним другим условом и начелом у чему смо се једногласно сагласили: Да наш даљи рад као и успешан исход нашега рада мора почивати на узајамном потпуном поверењу и разумевању као и у узајамној помоћи како у муницији тако и у оружју, одећи и храни. Стали смо на гледишту да само заједнички можемо наћи излаза из ситуације. На основу свега тога четничка команда је и донела одлуку и ако то није било више у њеном интересу да четници остану и боре се заједно са немачком војском док ће нам рањенике, болесне и цивиле Немци једним делом евакуисати а једним делом помоћи нам да се евакуишу ... Четничка команда жели да и даље дели судбину са немачком војском. Али док не буде могућности са немачке стране да се четницима пружи стварнија и ефикаснија помоћ четничка команда ће покушати да прикупљањем својих снага и поседањем стратегијски важних положаја бар донекле умањи недостатак хране и помањкање муниције ... Команда моли да база-центар за снабдевање наших јединица до даљега заједничког споразума и ситуације буду Пађене.

Впрочем, воевода Момчило Джуич решил вывести свои войска из Книна на север к Лике.
Первые безуспешные нападения совершались в сентябре и октябре 1944 года. С 7 по 15 ноября велась первая фаза основного удара по Книну, в ходе которой 19-я дивизия атаковала со стороны Грачаца, 9-я дивизия — с Босанского-Грахова, 26-я — с юга от Книна, а непосредственно на Книн шла 20-я дивизия с запада. 7 ноября с юга 26-я дивизия безуспешно пыталась овладеть горой Промина и выбить немцев к Калдрме и зажать в Косово-поле, но прибывшие подкрепления немцев позволили удержать территории. 9-я дивизия тем временем готовилась к прибытию 20-й и 26-й дивизий и выполняла мероприятия по охране их плацдарма. 19-я дивизия отбивала атаки 373-й хорватской пехотной дивизии вермахта вплоть до середины ноября на дороге Книн-Зрманя. Когда четники под командованием Джуича в последней фазе операции покинули немецкий фронт, в хронике 373-й дивизии появились следующие слова:

Ощутимое ослабление фронта близ Книна произошло тогда, когда сильная группировка (от 6 до 7 тысяч человек численностью) четников под командованием попа Момчило покинула город и направилась на северо-запад в сторону Карловаца. Причиной того является непримиримая вражда с усташами, вследствие чего было решено создать корпус четников в Любляне. Передвижение охранялось силами 373-й дивизии, насколько это было возможно.
Оригинальный текст (нем.)Eine empfindliche Schwächung des Frontabschnittes bei Knin trat dadurch ein, daß eine bisher nordwestlich der Stadt gestandene, etwa 6—7000 Mann starke, von dem Popen Momčilo geführte Cetnikgruppe im Fußmarsch in die Gegend von Karlovac verlegt wurde. Der Grund des Abzuges war Verfeindung mit der Ustascha, auch hieß es, daß im Raum von Laibach ein Cetnikkorps aufgestellt würde. Die Marschbewegung wurde so gut als möglich von der 373. Div. unterstützt.

17 ноября 1944 Густав Фен перевёл штаб в Бихач. Из пригорода Книна в те дни немедленно сбежали деморализованные усташи (они отошли в Бихач) и два батальона морской пехоты, а командование принял Алоиз Виндиш, генерал и командир 264-й пехотной дивизии. Огромная система рвов, бункеров, минных полей и заграждений превратила город в мощную крепость.

### Проработка основного удара
Убедившись, что немцы будут оборонять Книн до последнего солдата, штаб 8-го корпуса изменил план нападения. 20-я дивизия, по плану, должна была овладеть городом с востока и занять дороги на севере. 19-я дивизия шла с запада и овладевала северо-западными коммуникациями. 26-я дивизия, усиленная танковыми частями, брала на себя ответственность за разрушение укреплений на юге. 9-я дивизия должна была уничтожить весь гарнизон и не дать никому сбежать из города. 25 ноября в бой вступила 20-я дивизия, 26 ноября к атаке подключились 19-я и 26-я. На всех направлениях силы 8-го корпуса встречали упорное сопротивление. Солдат вермахта Франц Шрамл писал в своих мемуарах: «Из нашей роты вернулись только пятеро, но командир заставлял нас снова идти в атаку». Потери были по обе стороны фронта, бои не прекращались даже по ночам, но командовавший партизанами Петар Драпшин был недоволен ходом боёв и 1 декабря бросил в бой последние резервы. Это стало переломным моментом: 2 декабря линия обороны была прорвана, и уже в 8 часов утра в Книн с севера прорвались силы 20-й и 19-й дивизий, замкнув кольцо окружения. 26-я дивизия вошла в город с юга и повергла немцев в панику. Попытка прорвать кольцо окружения окончилась для них неудачно, и весь гарнизон города был уничтожен. Как описывал Данило Дамьянович в книге «Шестая далматинская бригада», даже выбравшихся из кольца окружения немцев ждал ужасный конец:

Пока 14-я и 5-я бригада в первые часы 4 декабря завязывали тяжёлые бои с эшелонированной немецкой колонной, которая к тому моменту успела пробить их оборону, 6-я бригада упорно держала правое побережье Зрмане, где поставила свою батарею, и в 12 часов открыла огонь по немецким передовым частям. Немцы понесли огромные потери убитыми и пленными (в том числе досталось и шесть орудий). Дальнейшие попытки прорыва немцев прекратились, а с флангов их зажали в жестокой атаке батальоны 5-й и 14-й бригады; во многих местах части в буквальном смысле смешались и перешли к рукопашной схватке. Та жестокая битва велась до 14 часов. Очень немногие выбрались к Паджанам, к железной дороге, до Бендера, где их уничтожила 3-я бригада 9-й дивизии, заранее их поджидавшая.
Оригинальный текст (серб.)Док су 14. и 5. бригада у првим часовима 4. децембра заметнуле тешке борбе са густо ешелонираном немачком колоном, која је у току преподнева успела да пробије њихову одбрану, 6. бригада је чврсто држала десну обалу Зрмање, где је поставила једну батерију, и у 12 часова спремно дочекала немачке челне делове, на које је отворила убитачну ватру. Ту су Немцима нанети тешки губици и задобијен је велики ратни плен (поред осталог и 6 топова).

Тако је даље продирање ове немачке групације заустављеиио, а дуж њених бокова предузели су жесток напад батаљони 5. и 14. бригаде и на више места је дошло до мешања наших и немачких снага, до борбе прса у прса и директног гушања. Та жестока борба је трајала до 14 часова. Врло мали део немачких снага успео је да се пробије преко Пађена, дуж железничке пруге, до Бендера, где их је дочекала и ликвидирала 3. бригада 9. дивизије која је ту раније била пристигла.

То же самое описывал и Шрамл: «Противник продолжил свои сильные атаки по всей ширине фронта. 383-й пехотный полк был окружён под Паджанами и не сумел прорваться, вследствие чего попал в плен. Всё досталось партизанам: около 600 раненым. 373-й дивизии нанесён тяжёлый урон, 264-ю можно считать уничтоженной. Одной группе из 200 человек под командованием командира дивизии удалось выйти на север к железной дороге».
Город Книн был освобождён 3 декабря, а командир гарнизона Виндиш бежал к четникам на север.

## Последствия
В результате операции 15-й горный армейский корпус вермахта потерял 6555 человек убитыми и 4285 попавшими в плен. 8-й Далматинский корпус потерял 677 человек убитыми, 2439 ранеными и 126 пропавшими без вести. В сообщении командования 15-го горного корпуса, направленном командованию группы армий «E» от 8 декабря 1944, говорилось, что одна только 264-я пехотная дивизия к 5 декабря насчитывала 1526 боеспособных человек (для сравнения, в ноябре 1943 года её размер составлял 17200 человек). После окончания операции 264-ю пехотную дивизию расформировали как небоеспособную. Согласно тому же сообщению, значительная часть 373-й пехотной дивизии вермахта также была уничтожена.

### Немецкая
- Franz Schraml: KRIEGSSCHAUPLATZ KROATIEN Архивная копия от 20 апреля 2013 на Wayback Machine, Kurt Vowinckel Verlag, Neckargemünd 1962.
- Karl Hnilicka: DAS ENDE AUF DEM BALKAN 1944/45 Архивная копия от 4 сентября 2012 на Wayback Machine, Musterschmidt-Verlag Göttingen (Gebundene Ausgabe - 1970).
- Erich Schmidt-Richberg: DER ENDKAMPF AUF DEM BALKAN Архивная копия от 23 августа 2012 на Wayback Machine, Vowinckel (Gebundene Ausgabe - 1955).

### Югославская
- Војни историјски институт: ЗАВРШНЕ ОПЕРАЦИЈЕ ЗА ОСЛОБОЂЕЊЕ ЈУГОСЛАВИЈЕ 1944-45 Архивная копия от 11 сентября 2011 на Wayback Machine
- ОСЛОБОДИЛАЧКИ РАТ НАРОДА ЈУГОСЛАВИЈЕ - књига 2 Архивная копия от 22 октября 2014 на Wayback Machine
- ХРОНОЛОГИЈА НАРОДНООСЛОБОДИЛАЧКОГ РАТА 1941-1945 Архивная копия от 18 января 2012 на Wayback Machine
- Петковић, Стеван. Мирко Нововић, ПРВА ДАЛМАТИНСКА ПРОЛЕТЕРСКА БРИГАДА (неопр.). — Београд: Војноиздавачки завод, 1986.
- НАША ПРВА ДАЛМАТИНСКА - СЈЕЋАЊА БОРАЦА Архивная копия от 7 декабря 2013 на Wayback Machine
- " Мате Шалов: ЧЕТВРТА ДАЛМАТИНСКА (СПЛИТСКА) БРИГАДА Архивная копия от 7 декабря 2013 на Wayback Machine
- Данило Дамјановић: ШЕСТА ДАЛМАТИНСКА УДАРНА БРИГАДА Архивная копия от 1 апреля 2015 на Wayback Machine
- Анић, Никола. " ДВАНАЕСТА ДАЛМАТИНСКА УДАРНА БРИГАДА (ПРВА ОТОЧКА) (укр.). — Супетар: Домицил 12. далматинске НОУ бригаде, 1984. (недоступная ссылка)
- Иво Ференца: ПАРТИЗАНИ ЈУЖНЕ ДАЛМАЦИЈЕ (ТРИНАЕСТА ЈУЖНОДАЛМАТИНСКА НАРОДНООСЛОБОДИЛАЧКА УДАРНА БРИГАДА) Архивная копия от 1 апреля 2015 на Wayback Machine
- Nikola Anić: POVIJEST OSMOG KORPUSA NARODNOOSLOBODILAČKE VOJSKE HRVATSKE 1943-1945 Архивная копия от 15 июля 2014 на Wayback Machine